# Ocotea munacensis
Ocotea munacensis är en lagerväxtart som beskrevs av Otto Christian Schmidt. Ocotea munacensis ingår i släktet Ocotea och familjen lagerväxter. Inga underarter finns listade i Catalogue of Life.